# Гаврисюк Вадим Васильович
Вади́м Васи́льович Гаврисю́к (17 вересня 1998, смт Локачі — 31 жовтня 2022, біля м. Сватове Луганська область) — старший лейтенант Збройних сил України, учасник російсько-української війни, що відзначився під час російського вторгнення в Україну в 2022 році.

## Життєпис
Вадим Гаврисюк народився 17 вересня 1998 року в селищі Локачі Володимирського району на Волині. В 2014—2016 роках навчався у Волинському обласному ліцеї з посиленою військово-фізичною підготовкою. Потім вступив на навчання до Одеської військової академії, яку закінчив 2020 року з відзнакою. У жовтні 2020 — липні 2021 року брав участь у військових діях в ООС на сході України. Під час військової служби здійснив близько 40 стрибків з парашутом та отримав посвідчення інструктора ПДП, неодноразово брав участь у військових парадах. З початком повномасштабного російського вторгнення в Україну перебував на передовій, брав участь у бойових діях на Київщині: в Чорнобилі, Гостомелі, Бучі, Ворзелі, Ірпені. Пізніше — на Херсонщині та Донеччині. Під селом Богородичним Краматорського району зазнав поранення. Указом Президента України 4 квітня 2022 року нагороджений орденом Богдана Хмельницького III ступеня. Після лікування брав участь у боях під Сватовим в Луганській області де й загинув 31 жовтня 2022 року.
На сайті Президента України зареєстрували петицію з проханням присвоїти державну відзнаку «Герой України» загиблому бійцю з Локачинської громади Вадиму Гаврисюку.

## Родина
У загиблого залишились батьки, наречена та син

## Нагороди
- орден «Богдана Хмельницького» III ступеня (4 квітня 2022) — за особисту мужність і самовіддані дії, виявлені у захисті державного суверенітету та територіальної цілісності України, вірність військовій присязі.[8]
- орден «Богдана Хмельницького» II ступеня (4 серпня 2022) — «за особисту мужність і самовідданість, виявлені у захисті державного суверенітету та територіальної цілісності України, вірність військовій присязі»
- орден «За мужність» III ступеня (23 грудня 2022, посмертно) — за особисту мужність і самовіддані дії, виявлені у захисті державного суверенітету та територіальної цілісності України, вірність військовій присязі .
- нагрудний знак «За досягнення у військовій службі» II ступеня.
- нагрудний знак «За заслуги перед Збройними Силами України».